# Jean-Baptiste Dortignacq
Jean-Baptiste Dortignacq (Arudy, 25 de abril de 1884-Peyrehorade, 13 de mayo de 1928) fue un ciclista profesional francés activo entre 1900 y 1910. Ganó 7 etapas en 4 eventos del Tour de Francia. Compitió en la primera edición del Tour de Francia (1903), pero solamente en la 4.ª etapa, finalizándolo en el undécimo lugar.

## Palmarés
1904
- 2.º en el Tour de Francia, más 2 etapas

1905
- 3.º en el Tour de Francia, más 3 etapas

1906
- 1 etapa en el Tour de Francia

1908
- 1 etapa en el Tour de Francia

1910
- Giro de la Romagna
- 1 etapa en el Giro de Italia

## Resultados en las grandes vueltas
| Carrera         | 1903 | 1904 | 1905 | 1906 | 1907 | 1908 | 1909 | 1910 |
| --------------- | ---- | ---- | ---- | ---- | ---- | ---- | ---- | ---- |
| Giro de Italia  | X    | X    | X    | X    | X    | X    | Ab.  | Ab.  |
| Tour de Francia | Ab.  | 2º   | 3º   | Ab.  | -    | Ab.  | -    | Ab.  |
| Vuelta a España | X    | X    | X    | X    | X    | X    | X    | X    |
| Mundial en Ruta | X    | X    | X    | X    | X    | X    | X    | X    |